# Sungei Putih
Sungei Putih is een bestuurslaag in het regentschap Deli Serdang van de provincie Noord-Sumatra, Indonesië. Sungei Putih telt 2181 inwoners (volkstelling 2010).